# 929 MUSIC WAVES
『929 MUSIC WAVES』（ナインティトゥナイン ミュージック ウェーブス）は、東海ラジオで2021年10月19日から2022年3月24日まで放送されていたラジオ番組。

## 概要
東海地区で活動中のお笑いコンビ「スペードの3」のなかしが、時代の波の中から生まれてくる新曲の数々を、ラジオの波に乗せてお届けするミュージックプログラム。
前身番組である『なかしのミュージックシャッフル』は、バラエティ要素の強い音楽番組だったのに対し、当番組は純粋な音楽番組となっている。

## 放送時間
- 火曜日 - 金曜日 21:00 - 21:30

## パーソナリティ
- なかし（スペードの3）